# نورة سالم جاسم
نورة سالم جاسم (بالإنجليزية: Noora Salem Jasim) (مواليد 27 نوفمبر 1996) هي رياضية بحرينية تتنافس في المقام الأول في دفع الثقل. مثلت بلادها في بطولة العالم لألعاب القوى 2017 دون التأهل للنهائي.

## البطولات الدولية
| العام        | المسابقة                             | المكان       | المركز       | حدث                  | ملاحظة       |
| مثلت البحرين | مثلت البحرين                         | مثلت البحرين | مثلت البحرين | مثلت البحرين         | مثلت البحرين |
| ------------ | ------------------------------------ | ------------ | ------------ | -------------------- | ------------ |
| 2013         | البطولة العربية لألعاب القوى         | الدوحة       | 2            | دفع ثقل              | 13.80 متر    |
| 2013         | البطولة العربية لألعاب القوى         | الدوحة       | 5            | رمي القرص            | 32.54 متر    |
| 2013         | البطولة العربية للشباب لألعاب القوى  | القاهرة      | 1            | دفع ثقل (3 كيلوغرام) | 15.24 متر    |
| 2013         | البطولة العربية للشباب لألعاب القوى  | القاهرة      | 2            | رمي القرص            | 39.52 متر    |
| 2013         | بطولة العالم للشباب لألعاب القوى     | دونيتسك      | 9            | دفع ثقل (3 كيلوغرام) | 16.48 متر    |
| 2014         | البطولة العربية للشباب لألعاب القوى  | القاهرة      | 2            | دفع ثقل              | 13.94 متر    |
| 2014         | البطولة العربية للشباب لألعاب القوى  | القاهرة      | 2            | رمي القرص            | 43.70 متر    |
| 2014         | بطولة العالم للناشئين لألعاب القوى   | يوجين        | 19           | دفع ثقل              | 14.28        |
| 2014         | دورة الألعاب الآسيوية                | إنتشون       | 8            | دفع ثقل              | 15.16 متر    |
| 2014         | دورة الألعاب الآسيوية                | إنتشون       | 9            | رمي القرص            | 43.98 متر    |
| 2015         | البطولة العربية لألعاب القوى         | مدينة عيسى   | 1            | دفع ثقل              | 14.97 متر    |
| 2015         | البطولة العربية لألعاب القوى         | مدينة عيسى   | 3            | رمي القرص            | 47.05 متر    |
| 2015         | دورة الألعاب العسكرية                | مونغيونغ     | 8            | دفع ثقل              | 15.24 متر    |
| 2015         | دورة الألعاب العسكرية                | مونغيونغ     | 6            | رمي القرص            | 49.87 متر    |
| 2016         | بطولة آسيا لألعاب القوى داخل الصالات | الدوحة       | 3            | دفع ثقل              | 16.26 متر    |
| 2017         | ألعاب التضامن الإسلامي               | باكو         | 3            | دفع ثقل              | 17.02 متر    |
| 2017         | ألعاب التضامن الإسلامي               | باكو         | 2            | رمي القرص            | 50.12 متر    |
| 2017         | بطولة العالم لألعاب القوى            | لندن         | 22           | دفع ثقل              | 16.97 متر    |

## الأرقام الشخصية
في الهواء الطلق
- دفع ثقل - 17.69 (الدوحة 2017) (رقم قياسي بحريني)
- رمي القرص - 50.12 (باكو 2017) (رقم قياسي بحريني)

داخل الصالات
- دفع ثقل - 17.45 (دوبريش 2017) (رقم قياسي بحريني)